# Лука Одрински
Св. Лука Одрински е православен и български светец. Родом от Одрин от благочестиви родители българи - Атанас и Доминица. 
След смъртта на баща му, майка му го оставя за възпитание на богат търговец от Стара Загора, който отправяйки се за Руската империя взима със себе си и 13-годишния Лука. На връщане от Русия двамата преминават през Константинопол, където Лука се сбива с мюсюлманче и тълпата иска да го линчува. За да се спаси Лука извикал: "Пуснете ме! Аз ще се потурча!". Един турчин обаче веднага го взел при себе си, заставил го да се отрече от Христа, и да приеме исляма, но Лука се уплашил от страхливата си постъпка и започнал горчиво да се кае. Постъпката на Лука била религиозно подсъдима. Лука намерил начин да съобщи за нея на своя осиновител, и последният се опитал да освободи Лука с помощта на руския посланик. Междувременно Лука бил насилствено обрязан, след което и временно освободен. Руският посланик изпратил скришом Лука в Смирна, после в Тир. В последния град Лука заболял тежко, и от страх пред смъртта, повикал при себе си един православен духовник, за да се изповяда. Духовникът посъветвал Лука да се уедини на Атон, и там под ръководството на добродетелни мъже, да извърши покаяние.
В Света гора Лука преминал през много манастири и скитове: Ивер, Ставроникита, Зограф, Ксиропотам, Кутлумуш, Предтечанския скит, Григориат, скита „Св. Анна”. Като не намерил никъде покой, Лука се подготвил с неизменна решителност за духовен подвиг, под наставничеството на духовника Ананий – по примера на мъченичество на Христа. Духовникът Висарион го постригал във велика схима, и заедно с него тръгнал за Митилин. На острова св. Лука облечен като турчин се отправил при кадията и му разказал иносказателно как насила са го потурчили, след което открито му заявил, че се е отказал от богопротивния ислям и изповядва православната християнска вяра. Последвали както ласки и обещания от местните мюсюлмани към Лука, заради вероотстъпничеството му, така и заплахи с мъчения. В крайна сметка след жесток побой, заради неговата решителност да умре за Христа, бил хвърлен в затвора, а нозете му оковани. Митрополитът на острова и старецът Висарион му изпратили в затвора светите Тайни Христови – за последно причастие. Св. Лука е осъден на смърт чрез обесване. Палачът надявайки примката на шията, му дава последна възможност да спаси живота си с думите: "Изповядай Мохамед, великия наш пророк, и ние ще те пуснем!". Светият мъченик Лука отвърнал: "Вярвам в моя Господ Иисус Христос и само на Него се покланям!".
Св. Лука е обесен на 23 март 1802 г. на 16-годишна възраст. Тялото му три дни останало да виси на бесилката за назидание, след което е изхвърлено в морето. През нощта телесата му изплували на брега, и местните християни ги погребали с почести.